# Bandeira de Santo Eustáquio
A bandeira de Santo Eustáquio é um dos símbolos oficiais da ilha, tendo sido adotada em 16 de novembro de 2004.

## História
A bandeira foi adotada em 2004 e seu desenho foi proposto pela Sra. Zuwena Suares, nativa da ilha.

## Características
Seu desenho consiste em um retângulo de proporção largura-comprimento de 2:3 de fundo azul. O retângulo é contornado por uma faixa vermelha e também dividido em quatro partes iguais por uma linha vermelha de mesma proporção. No centro há um losango, também orlado por uma faixa verlelha no qual há uma desenho estilizado da ilha (inclusive o vulcão Quill) na cor verde e uma estrela de cinco pontas amarelo-ouro. A cor azul da bandeira é o Pantone 288C, e o vermelho, 186C, o amarelo 116C, e o verde 368C.